# Pierre Lafargue
Vous pouvez aider à l'améliorer ou bien discuter des problèmes sur sa page de discussion.
- Il ne cite pas suffisamment ses sources. Vous pouvez indiquer les passages à sourcer avec {{référence nécessaire}} ou {{Référence souhaitée}}, et inclure les références utiles en les liant aux notes de bas de page. (Marqué depuis août 2020)
- Il n’est pas rédigé dans un style encyclopédique. (Marqué depuis août 2020)

- Archive Wikiwix
- Bing
- Cairn
- DuckDuckGo
- E. Universalis
- Gallica
- Google
- G. Books
- G. News
- G. Scholar
- Persée
- Qwant
- (zh) Baidu
- (ru) Yandex
- (wd) trouver des œuvres sur Wikidata

Pierre Lafargue est un écrivain français, né à Bordeaux en 1967.

## Biographie
L’adolescent compose des proses à partir du Testament politique du cardinal de Richelieu. Découvrant Ulysse de Joyce, il est mécontent qu’un Irlandais l’ait précédé sur la voie qu’il avait empruntée avec la certitude d’y marcher seul et il détruit ses travaux. Il constate que Rimbaud est plus intéressant que Joyce et il écrit des poèmes qu’il détruira aussi, à l’exception de ceux qui seront réunis en 2001 aux éditions Verticales.
La lecture des Mémoires de Saint-Simon est une autre révélation ; c’est en 1989 que l’auteur écrit les pages d’où seront tirés Mélancolique hommage à Monsieur de Saint-Simon (1993) (Julien Gracq : « Je suis votre lecteur attentif et séduit. ») et Tombeau de Saint-Simon en la deuxième chapelle de mélancolie (2000) (Alain Nadaud : « Texte magnifique et très impressionnant. »).
La parution, en 1994, de L’honneur se porte moins bien que la livrée, un livre de satires dans la lignée des moralistes classiques, confirme la singularité du prosateur, soulignée en particulier par Gérard Guégan (« Sa langue a la saveur d’un fruit qu’on ne cultive plus guère : le coing. Sous la robe de velours, l’âcreté du premier coup de dents, puis la succulence de la chair une fois accommodée. Cela ne s’imite pas, ni ne s’apprend. Cela existe déjà dans la terre qui porte le fruit, entendez la morale qui soutient l’écriture. » Sud-Ouest Dimanche), par Lydie Salvayre et par Philippe-Jean Catinchi dans Le Monde : « Un texte féroce et jubilatoire dont le titre dit tout… Il y a du La Bruyère et du La Rochefoucauld chez Lafargue, dont la lucidité aiguë tient autant de la vertu morale que de la civilité critique. »
Ces deux premiers livres paraissent aux éditions William Blake & Co. dont le fondateur, le poète Jean-Paul Michel, écrit : « Arborant quand il le faut le masque d’impassibilité des grands Joueurs, il ne s’interdit pas de découvrir une dent quand la poursuite d’un jeu digne le réclame. (…) C’est un bonheur de le voir courir sus à la vilenie triomphante, alerte, dispo, vif, aigu, bref et beau. Tout plaît en lui, l’aurait-il voulu fait pour déplaire. » (« L’art de la pointe », in Les livres sont fatigués, il faut les peindre, William Blake & Co, 2019)
Avec le Tombeau de Saint-Simon commence la collaboration de Pierre Lafargue  avec les éditions Verticales de Bernard Wallet (Nathalie Crom écrit, en présentant sa « Conversation avec Bernard Wallet » : « De ce creuset ont émergé, depuis cinq ans, nombre de jeunes écrivains à peine trentenaires, qui sont parmi les plus belles découvertes que nous ait réservées récemment la littérature française contemporaine : ils ont pour nom Arnaud Cathrine, Pierre Senges, Pierre Lafargue ou encore Olivia Rosenthal. » Revue des Deux Mondes, septembre 2002. À cette occasion, son éditeur présente ainsi Pierre Lafargue : « L’insolence d’un Ducasse, et une écriture à la Guy Debord: le XVIIIe revisité par la modernité. »)
En 2001, les éditions Verticales publient deux livres de conserve : De la France et de trois cent mille dieux fumants (pour Patrick Kéchichian, Lafargue est un « prosateur et orateur flamboyant, héritier subversif du Grand Siècle, celui de Saint-Simon auquel il dressa un « tombeau », de Lautréamont et d’André Breton. » (Le Monde)) et Poèmes en eau froide avec saisissement des chairs, dont la plupart des pièces avaient paru en revues (Le Mâche-Laurier, Décharge, Digraphe, Poésie 97, La Polygraphe, etc.) suivi de Que la solitude est giboyeuse (ce dernier texte est prépublié la même année par Jean-Pierre Sicre et André Velter dans le numéro 7 de la revue Caravanes). 
Après la lecture de ces deux livres, Bernard Manciet écrit : « Enfin ! un poète ! Je lis et relis vos pages intempérantes. J’ose même y puiser, dussiez-vous vous en irriter. »
Le Sermon sur les imbéciles prononcé dans ma cave avec toutes sortes de précautions fantastiques (2002), qui inaugure avec quatre autres titres (de Lydie Salvayre , Pierre Senges, Régis Jauffret et Yaël Pachet) la collection « Minimales » de Verticales, se présente comme un pamphlet, l’auteur tenant le pamphlet pour le genre susceptible, dans la prose, de porter la langue à son plus haut degré de puissance : « L’auteur est un jeune monstre, capable de tutoyer M. de Saint-Simon sur un ton de louvetier en cavale. (…) Le lire, c’est se sentir concerné, se sentir avec joie au nombre des susdits, il y a là comme une sorte de pénitence dont on espère qu’elle saura donner de beaux fruits » (Michel Crépu, Revue des Deux Mondes). Pierre Maury : « C’est, par instants, drôle à hurler, dans une liberté langagière qui s’autorise tout – et toujours à bon escient. » (Le Soir). 
En 2004, Pour détacher un homme de sa peau, composé d’aphorismes entremêlés de narrations, suscite l’enthousiasme de Jude Stéfan qui salue le « fort ouvrage » d’« un des rares » ; ce livre le décide à évoquer son auteur dans le recueil de nouvelles L’Angliciste (Champ Vallon, 2006).
Quatre ans plus tard, à l’occasion de la parution d’Ongle du verbe incarné, Richard Blin parle d’« un livre porté par une sorte d’exaltation qui en fait un ouvrage dangereusement intelligent, et donc à mettre entre toutes les mains, et plus particulièrement celles des stratèges, amoureux ou autres géopoliticiens qui trouveront là un beau jeu ou un beau piège tant l’un ne va pas sans l’autre. » (Le Matricule des Anges, n°92)
Après le départ de Bernard Wallet, Pierre Lafargue choisit de quitter les éditions Verticales. Les éditions L’Atelier La Feugraie, de Jean-Pierre Chevais et Hélène Durdilly, font paraître en 2013 le recueil intitulé Nul ne se chaufferait qui brûlerait quand même ta jambe de bois. Jacques Lèbre : « S’il fallait chercher quelque haute lignée à cette poésie, je me demande s’il ne faudrait pas tout simplement remonter jusqu’à Villon. » (Rehauts, 2013)
Alors que la revue « Le Préau des collines » consacre un dossier à l’auteur dans son no 14  (on y lit entre autres textes un inédit : « Entretien avec Hou Wei »), les éditions vagabonde publient La Fureur  et Le Jeu de la bague (2014). 
La Fureur est un monologue d’un seul paragraphe de 250 pages, placé sous le double signe (entre beaucoup d’autres, plus dissimulés) de la Messe en si de Bach, et des œuvres d’Etienne Jodelle, que l’auteur semble placer très haut. Nils C. Ahl écrit qu’« Au royaume des lettres françaises, on dirait volontiers que Pierre Lafargue est le secret le mieux gardé de ces dernières années (…) Un ravissement continu de colère et d’extase. L’humour est partout, amalgamé dans une parole en expansion qui excède et dépasse son personnage. » (Le Monde)
Quant au Le Jeu de la bague, petit livre d’une centaine de pages, il semble prendre le contrepied de La Fureur par la vitesse de la narration, même si l’action n’est à aucun moment sur le point de progresser. Nils C. Ahl : « Une parodie de conte grotesque mâtiné de picaresque et de fantastique. » (Le Monde)
En 2015, Aventures propose une nouvelle forme de fiction , dont Éric Chevillard rend compte dans son « Feuilleton » du Monde : « La rage qui habite ce livre oppose au jeu social comme à celui du roman un système paradoxal de ruptures et d’effets cassants. En résulte un comique de la sidération qui plonge le lecteur dans la stupeur puis le réveille d’une bonne claque, accomplissant le vœu de l’auteur : Un tel raffinement rompra avec la routine qui a blessé la confiance que vous aviez dans les merveilles de ce monde. On s’incline. »
La Grande épaule portugaise (2020) se présente comme l’épopée de Marie-Alberte, « grande fille » accompagnée d’une chouette et que le château d’Ancy-le-Franc émerveille assez pour la mettre sur le chemin de la Beauté Souveraine. Le grand nombre des notes de bas de page a pour effet de doubler les effets comiques du texte qui ne cache pas ce qu’il doit, dans ses excès, à Rabelais. Dans ses « Petits papiers » hebdomadaires, Jacques Drillon fait paraître une « Lettre ouverte à Pierre Lafargue » : « Ce que vous écrivez est époustouflant (…) J’ai refermé le volume en me disant, comme Genet après avoir lu les premières lignes des Jeunes filles en fleurs : « Maintenant je suis tranquille. Je sais que je vais aller de merveille en merveille. »
Bertrand Leclair estime que le livre enthousiasme par « la splendeur insaisissable mais envoûtante d’une grande langue française. Volontiers délirant, le verbe de Lafargue se déploie en larges mouvements, sac et ressac, emportant le lecteur dans la houle des phrases et du sens qui reste, depuis « l’aurore aux doigts de rose » du récit homérique, au principe même de la littérature. » (Le Monde, 16 octobre 2020).
Alain Nicolas, dans L'Humanité, salue « un texte monstrueux et jouissif qui ruine les codes du romanesque au moment où il les invente » et qui « abandonne le lecteur à l'inoubliable plaisir de la liberté. » (26 novembre 2020), tandis que Thierry Romagné insiste sur « l'incroyable modernité » de ce livre, composé de « phrases ravageuses, de paragraphes catapultés avec élégance, de coq-à-l'âne fréquents et ostensiblement voulus, de chocs à chaque page », et « servi par une prose serrée, hérissée, pleine d'un humour inattendu et d'une terrible efficacité. » (Europe, janvier 2021).
Cécile Guilbert salue pour sa part le « quinzième livre d'un écrivain génial » (Le Point, 11 septembre 2020), et Philippe Chauché « un roman qui ne ressemble qu’à lui-même, une aventure romanesque étourdissante, étonnante, foudroyante, un roman qui à l’image de l’océan, passe d’un calme rassurant à une fureur sidérante, et qui est littéralement foudroyé par ce qu’il raconte, ce qu’il suit à la lettre. Un roman placé sous l’influence d’astres, de fleuves et de dieux, d’écrivains fantasques réels ou imaginaires. Un roman placé sous les feux de notes de bas de page qui se bousculent et bousculent le roman – à faire trembler les universitaires lettrés qui en raffolent –, des romans s’y glissent, c’est un jeu, où se mêlent humeurs, reproches, mises au point, références les plus loufoques les unes que les autres, le tout dans un éclat de rire, jaune parfois, qui traverse toute l’histoire de ce roman échevelé. » (La Cause littéraire, 26 novembre 2020).

## Œuvres

### Livres
- Mélancolique hommage à Monsieur de Saint-Simon (William Blake & Co. Édit., 1993)
- L’Honneur se porte moins bien que la livrée (William Blake & Co. Édit., 1994)
- Tombeau de Saint-Simon en la deuxième chapelle de mélancolie (Verticales, 2000)
- Poèmes en eau froide avec saisissement des chairs suivi de Que la solitude est giboyeuse (Verticales, 2001)
- De la France et de trois cent mille dieux fumants (Verticales, 2001)
- Sermon sur les imbéciles prononcé dans ma cave avec toutes sortes de précautions fantastiques (Verticales, 2002)
- Pour détacher un homme de sa peau (Verticales, 2004)
- Ongle du verbe incarné (Verticales, 2008)
- Douveuse, nom exact (Hapax, 2009)
- Nul ne se chaufferait qui brûlerait quand même ta jambe de bois (Atelier La Feugraie, 2013)
- Le Jeu de la bague (Éditions Vagabonde, 2014)
- La Fureur (Éditions Vagabonde, 2014)
- Aventures (Éditions Vagabonde, 2015)
- « Kosztolányi et le grand secret » : postface de L’Âme et la langue, de Dezső Kosztolányi, traduit du hongrois et préfacé par Thierry Loisel (Vagabonde, 2016)
- Par cette force qui l’écharpe (tirage limité, avec une peinture de Jacques Le Scanff, S’Ayme à bruire, 2018)
- La Grande épaule portugaise (Éditions Vagabonde, 2020)

### Ouvrages collectifs
- « L'assaut que l'intestin mène à la bouche », Autres territoires, une anthologie, Farrago, 2003
- Cahier Pierre Lafargue, revue « Le Préau des collines » no 14, Paris, 2014
- « Le mot que je n'avais pas sur le bout de la langue », Dictionnaire des mots manquants, Thierry Marchaisse, 2016
- « La Chauve-souris commune », Le vent pur des étables, Le Cadran ligné / Recoins & Cie / L'Oie de Cravan, 2020

### En revues
- « Qu'un pair de France, c'est le ciel », Le Magazine littéraire no 515 (dossier Saint-Simon coordonné par Cécile Guilbert), 2011
- « Un Louvre de la négation », entretien avec Thierry Romagné, « Europe » no 1002, 2012
- Entretien avec Hou Wei, « Le Préau des collines » no 14, 2014
- Entretien avec Aurélie Olivier, « Libfly », 2016
- « La Taupe d’Empédocle », Rehauts no 37, 2016
- « Le pot, les os »,  Catastrophes no 1, 2018
- « D'un cornet à pistons et du souffle qu'on y met pour voir le ciel », Rehauts no 46/47, 2021